# Cyprinotus scholiosus
Cyprinotus scholiosus is een mosselkreeftjessoort uit de familie van de Cyprididae. De wetenschappelijke naam van de soort is voor het eerst geldig gepubliceerd in 1963 door Sohn & Morris.